# Love Forever (映画)
『TOSHI in TAKARAZUKA Love Forever』（トシ・イン・タカラヅカ ラブ・フォーエバー）は、1983年に公開された、東宝（株式会社東宝映画）の製作の映画である。監督は井上梅次。田原俊彦主演作品。

## 内容
1983年1月29・30日に東京・有楽町の東京宝塚劇場にておこなわれた、『ヤング・コミュニケーション'83 Toshi in 宝塚』の模様を編集した作品。

## キャスト
- 田原俊彦
- 少年隊
  - 錦織一清
  - 東山紀之
  - 植草克秀
- 乃生佳之
- 松原秀樹
- 曽我泰久
- イーグルス (ジャニーズ)
  - 中村成幸
  - 宇治正高
  - 内海光司
  - 大沢樹生
- ジャニーズジュニア
- 村田勝美&クエスチョンズ
- 名倉ダンシング・チーム
- 野村義男
- 近藤真彦

## スタッフ
- 監督：井上梅次
- 製作：メリー喜多川、ジャニー喜多川、小倉斉
- 企画：メリー喜多川
- 演出・ショー構成：ジャニー喜多川
- 振付：名倉加代子
- 録音：平井宏侑
- 撮影：西垣六郎
- 照明：粟木原毅、中村和夫
- 編集：黒岩義民、白土純子
- 助監督：西川常三郎
- ナレーション：中江真司

## 収録曲
- 「原宿キッス」
- 「NINJIN娘」
- 「TIE YOUR MOTHER DOWN」
- 「BETTY LOU'S GETTING TONIGHT」
- 「誘惑スレスレ」
- 「TOSHI DISCO」
- 「MAMAKIN」
- 「LOVELY ONE」
- 「セクシー・ヴァージン」
- 「COOL HAND」
- 「VANITY FACTORY」
- 「ピエロ」
- 「STOP WEDDING BELL」
- 「SOMEDAY」

## 同時発売
- ビデオ「Love Forever」（60分カラー・ステレオ、発売元：キャニオンレコード）

## 同時上映
- 『嵐を呼ぶ男』
- 主演：近藤真彦
- 出演：野村義男、田原俊彦、坂口良子、植草克秀、白川由美
- 監督：井上梅次